# Иван Ортомаров
Иван Кирилов Ортомаров е български офицер, генерал-майор, заместник-командир на Корпус за бързо развръщане на НАТО в Солун, Република Гърция.

## Биография
Иван Ортомаров е роден на 11 май 1964 г. Завършва Висшето народно военно училище „Васил Левски“ през 1987 година с чин лейтенант. Командир на 29-и национален контингент в Афганистан през 2015 г. С указ от 22 март 2016 г. полковник Ортомаров е назначен за директор на дирекция „Операции и подготовка“ в Министерството на отбраната. На 23 декември 2016 г. е удостоен с висше офицерско звание бригаден генерал. С указ от 18 април 2018 г. е освободен от длъжността директор на дирекция „Операции и подготовка“ на Министерството на отбраната, назначен на длъжността заместник-командир на Корпус за бързо развръщане на НАТО в Солун, Република Гърция и удостоен с висше офицерско звание „генерал-майор“, и трите считани от 1 август 2018 година. На 28 юни 2022 г. е освободен от длъжността заместник-командир на Корпуса за бързо развръщане на НАТО в Солун, Република Гърция, считано от 1 август 2022 г.

## Образование
- Висше народно военно училище „Васил Левски“ (до 1987 г.)
- Военна академия „Георги Раковски“ (до 1997 г.)

## Военни звания
- Лейтенант (1987)
- Бригаден генерал (23 декември 2016 г.)
- Генерал-майор (1 август 2018 г.)